# Gary Graffman
Gary Graffman (* 14. Oktober 1928 in New York City) ist ein US-amerikanischer Klassik-Pianist, Klavierprofessor und Musikorganisator.

## Leben
Graffman wurde als Sohn russisch-jüdischer Eltern geboren. Mit dem Klavierspiel begann er im Alter von drei Jahren. Graffman trat 1936 im Alter von nur sieben Jahren in das Curtis Institute of Music als Klavierschüler von Isabelle Vengerova ein. Nach seiner Graduierung am Curtis Institute debütierte er 1946 mit dem Dirigenten Eugene Ormandy und dem Philadelphia Orchestra. Im Alter von 20 hatte Graffman einen weltweiten Ruf als klassischer Pianist. 1949 gewann er die prestigeträchtige Leventritt Competition. Er setzte danach seine Klavierstudien mit Rudolf Serkin am Marlboro Music Festival fort und lernte auch informell bei Vladimir Horowitz.
Graffman betrieb eine erfolgreiche Karriere am Piano. Er spielte mit vielen Orchestern und konzertierte international. In den folgenden drei Jahrzehnten war er ausgiebig auf Tourneen und auch in Aufnahmestudios, spielte als Solist und mit Orchestern rund um den Globus. 1964 nahm er Rachmaninoffs Rhapsodie über ein Thema von Paganini mit Leonard Bernstein als Dirigent der New Yorker Philharmoniker auf. Er spielte auch eine Referenzaufnahme von Prokofievs Drittem Klavierkonzert mit George Szell und dem Cleveland Orchestra 1966; diese Aufnahme wurde 2006 von Sony erneut auf CD herausgebracht im Rahmen der Sony-Klassik-Serie "Great Performances".
Wahrscheinlich die bekannteste Aufnahme von Graffman entstammt seinem Klavierspiel zum 1979  gedrehten Woody-Allen-Film Manhattan, in dem er George Gershwins Rhapsody In Blue spielte, begleitet von den New Yorker Philharmonikern. Teile der Philharmoniker-Graffman-Version wurden im vergangenen Vierteljahrhundert zahllos in Fernsehen und Filmen gespielt.
1977 verletzte er sich den Ringfinger seiner rechten Hand. Aufgrund dieser Verletzung begann er, sein Repertoire im Fingersatz neu zu entwickeln, um den Gebrauch des verletzten Fingers zu vermeiden. Unglücklicherweise verschlimmerten aber diese Änderungen seines Spiels die Verletzung. Schließlich zwang ihn die Verletzung 1979, ganz auf den Gebrauch seiner rechten Hand zu verzichten. Dieser Rückschlag brachte ihn dazu, andere Aktivitäten und Interessen zu entwickeln, wie Schreiben, Photographie und Orientalische Kunst. 1980 begann er an dem Curtis Institute zu arbeiten, wo seine Karriere begonnen hatte. 1986 übernahm er die Leitung des Curtis Institute, wurde 1995 Präsident und behielt diese Ämter bis 2006 bei. Graffman ist weiterhin am Curtis Institute als Klavierdozent tätig.
Neuere Arbeiten ergaben, dass Graffmans Fingerverletzung möglicherweise auf Fokale Dystonie zurückzuführen war, eine neurologische Erkrankung, die den Verlust der Funktion und unkontrollierbares Krümmen des Fingers zur Folge hat. Der Pianist Leon Fleisher, ein enger Freund Graffmans, litt ebenso an dieser Erkrankung.
Kurz nach seinem Eintritt beim Curtis Institute publizierte er seine Memoiren unter dem Titel I Really Should Be Practicing (Ich sollte wirklich üben).
1985 trat er als Premiere in Großbritannien mit Erich Wolfgang Korngolds Klavierkonzert Cis-Dur für die Linke Hand auf. Paul Wittgenstein hatte das Werk in den 1920er Jahren aufgeführt und es vielmals gespielt, aber später verschwand es aus dem Repertoire.
Sieben Werke für die Linke Hand wurden für Graffman geschrieben. Als Beispiel spielte er 1993 die Weltpremiere von Ned Rorems Piano Concerto No. 4, geschrieben speziell für die linke Hand, und 2001 gab er die Premiere von Daron Hagens Konzert Seven Last Words. Der amerikanische Komponist William Bolcom komponierte Gaea, ein Konzert für zwei Klaviere, die Linke Hand für Graffman und für Leon Fleisher. Seine erste Aufführung sah dies Konzert in Baltimore im April 1996. Das Konzert ist so aufgebaut, dass es in verschiedenen Arten aufgeführt werden kann, entweder der Klavierteil allein mit reduziertem Orchester, oder mit beiden Klavierteilen und zwei reduzierten Orchestern, die sich zu einem vollen Orchester ergänzen.
Im Wege seiner langjährigen Dienste und seiner Hinwendung zur Musik bekam Graffman Ehrendoktorwürden von den Städten Philadelphia und New York, und er erhielt die Kunstpreis des Gouverneurs des Commonwealth von Pennsylvania. Zusätzlich zu seinen Verwaltungsaufgaben bleibt Graffman weiterhin aktiv als Klavierdozent, Klavierspiel-Coach und als Kammermusiker. Seine bekannten Studenten sind die Klaviervirtuosen Lydia Artymiw, Lang Lang, Yuja Wang und Haochen Zhang.